# Bergkirche St. Moritz (Hallau)

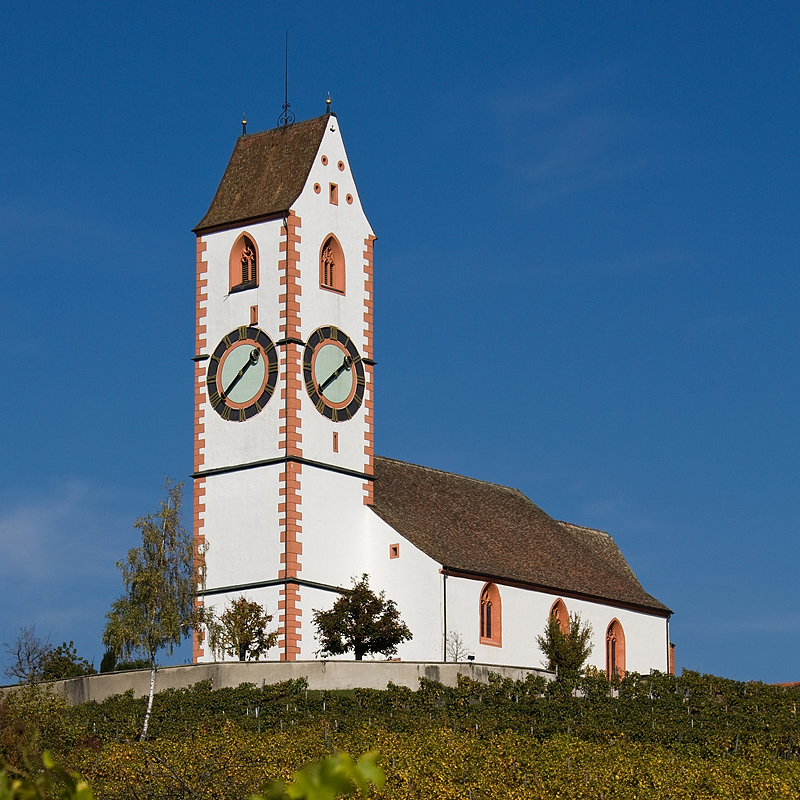
Bergkirche St. Moritz, oberhalb von Hallau

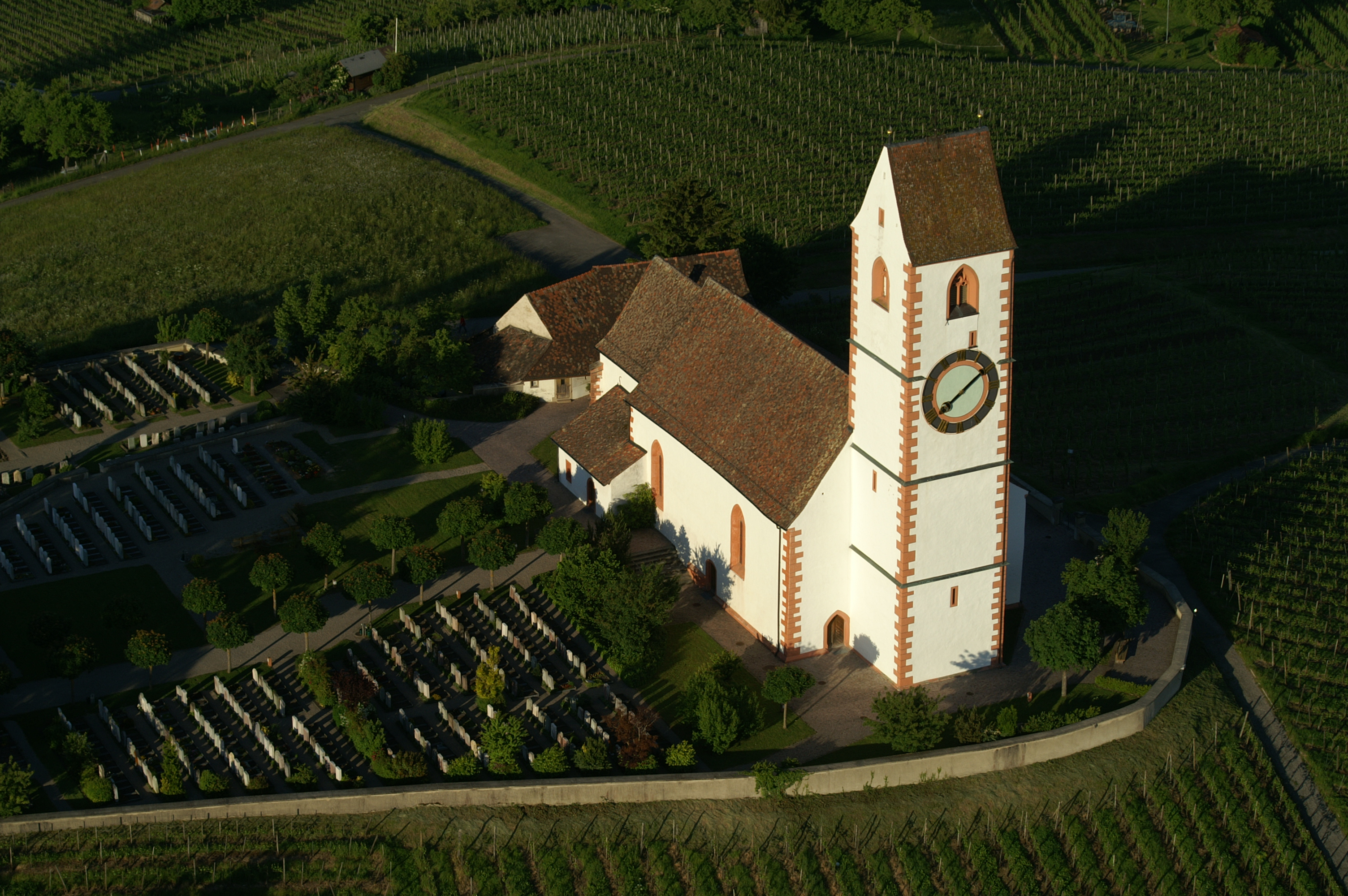
Luftansicht

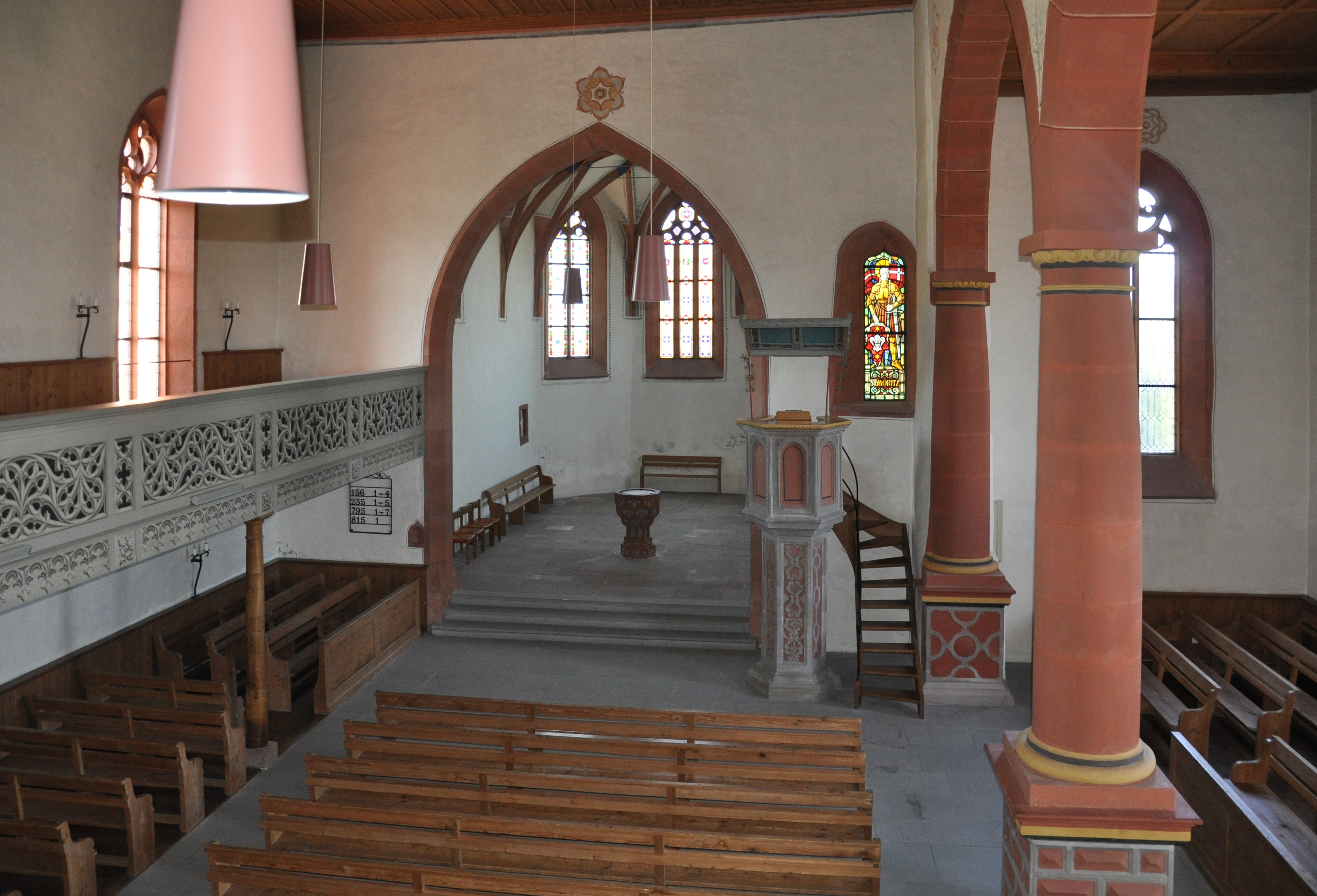
Innenansicht

Die Bergkirche St. Moritz ist das Wahrzeichen des Weinbaudorfes Hallau im Schweizer Kanton Schaffhausen. Die im Jahr 1491 im spätgotischen Stil erbaute Kirche ist dem heiligen Mauritius geweiht und für den damaligen Baustil rund um den Bodensee typisch.

## Lage
Die Kirche steht auf einem Vorsprung des Hallauerberges, dem grössten Weinberg der Ostschweiz, oberhalb von Hallau. Aufgrund der erhöhten Lage ist die Kirche im Blickpunkt des ganzen Klettgaus. Die Wahl der Anhöhe folgte der Tradition anderer Klettgauer Gotteshäuser und lag wohl auch darin begründet, dass sie den Kirchgängern Oberhallaus auf halbem Weg entgegenkam. Ursprünglich diente die Kirche sowohl der Bevölkerung von Unterhallau (heute Hallau) als auch der Bevölkerung von Oberhallau. Die kirchliche Trennung der beiden Gemeinden erfolgte erst im Jahre 1713, nachdem die Bevölkerung in den Gemeinden zu gross war um in dieselbe Kirche zu gehen.

## Geschichte
Über die Festlegung des Bauplatzes für die Bergkirche gibt ein Brief von Otto von Sonnenberg, 1474 bis 1491 Bischof von Konstanz, an Papst Innozenz VIII. Auskunft.
Das 1491 erbaute Gotteshaus entwickelte sich rasch zu einer beliebten Wallfahrtskirche. Den Nimbus eines Wallfahrtortes erhielt die Kirche wegen angeblich erwirkten Wunderheilungen durch den heiligen Mauritius und dessen Reliquien. Der Wundermythos wurde durch die beim Bau der Kirche aufgedeckten alemannischen Gräberfunde noch verstärkt, da man die Bestatteten als gefallene Jünglinge der von Mauritius angeführten thebäischen Legion deutete. Die drei Schlusssteine des Chorgewölbes weisen ebenfalls auf die Mauritius-Legende hin. Mit dem Beginn der Reformation im Jahr 1529 endete der Wallfahrtsbetrieb schlagartig. Dem Zeitgeist der Reformation entsprechend wurde der Kirchenschmuck im Innern entfernt. An der Bausubstanz veränderte man nichts.

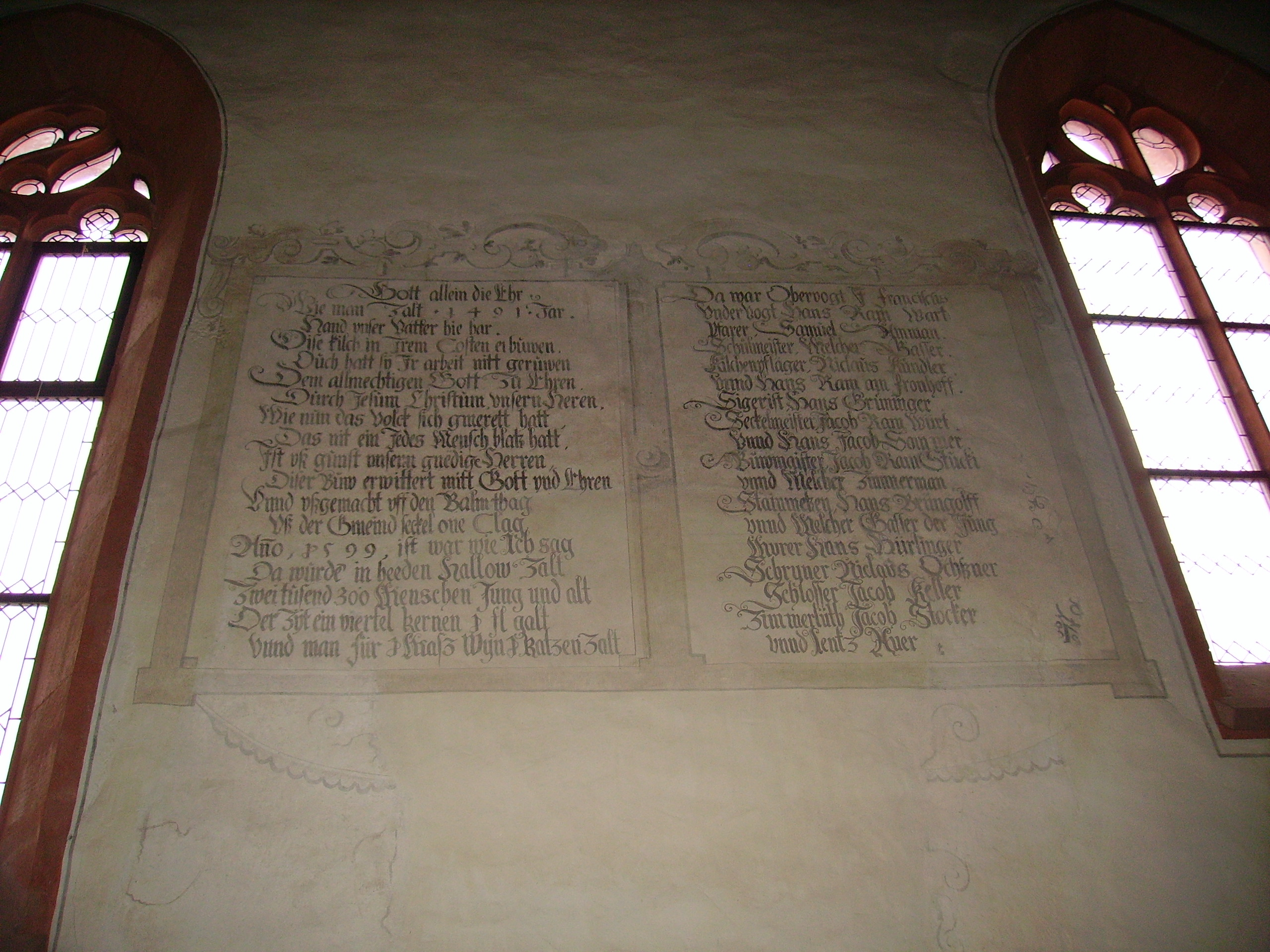
Inschrift von 1599 an der neuen Südwand der Kirche

Die angewachse Bevölkerung machte 1598/99 eine Erweiterung notwendig. Sie sollte der tiefgreifendste Umbau in der Geschichte der Kirche bleiben. Die Südmauer wurde um fünf Meter nach Süden verschoben. Der Erweiterungsbau störte die vormalige harmonische Aufteilung des spätgotischen Raumes erheblich. Das grosse Südportal von 1491 wurde durch zwei neue Portale mit Rundbögen ersetzt. Am ehemaligen Portal befand sich ein dornengekröntes Christushaupt, welches sich heute in der Sammlung des Ortsmuseums Hallau  befindet. Der Dachreiter über dem Chor und das Glöcklein wurden entfernt, genauso wie die Treppengiebel und Eckquader am Turm. Zwischen dem 17. Und 19. Jahrhundert folgte zahlreiche Renovationen. Im Jahre 1888 konnten dank einem Legat einige farbige Chorfenster eingesetzt werden. Die farbigen Kirchenfenster an der Ost- und Südseite wurden bei der Renovation von 1920 eingebaut. 1940 wurde die Empore beseitigt, eine aus dem Haslital bezogene Orgel wurde im Chor aufgestellt.
Wegen ihrer kunstgeschichtlichen und historischen Bedeutung wurde die Kirche im Jahre 1974 zum Kunstdenkmal von nationaler Bedeutung erklärt. In den Jahren 1976 bis 1978 wurde sie mit kantonaler und eidgenössischer Finanzhilfe gründlich restauriert. Am 27. August 1978 erfolgte die Einweihung. Die Restauration hatte zum Ziel, die Kirche wieder in die ursprüngliche Gestalt zu bringen. Die durchgeführten Ausgrabungen im Innern der Kirche brachten neue Erkenntnisse über die Frühgeschichte von Hallau.

## Nutzung

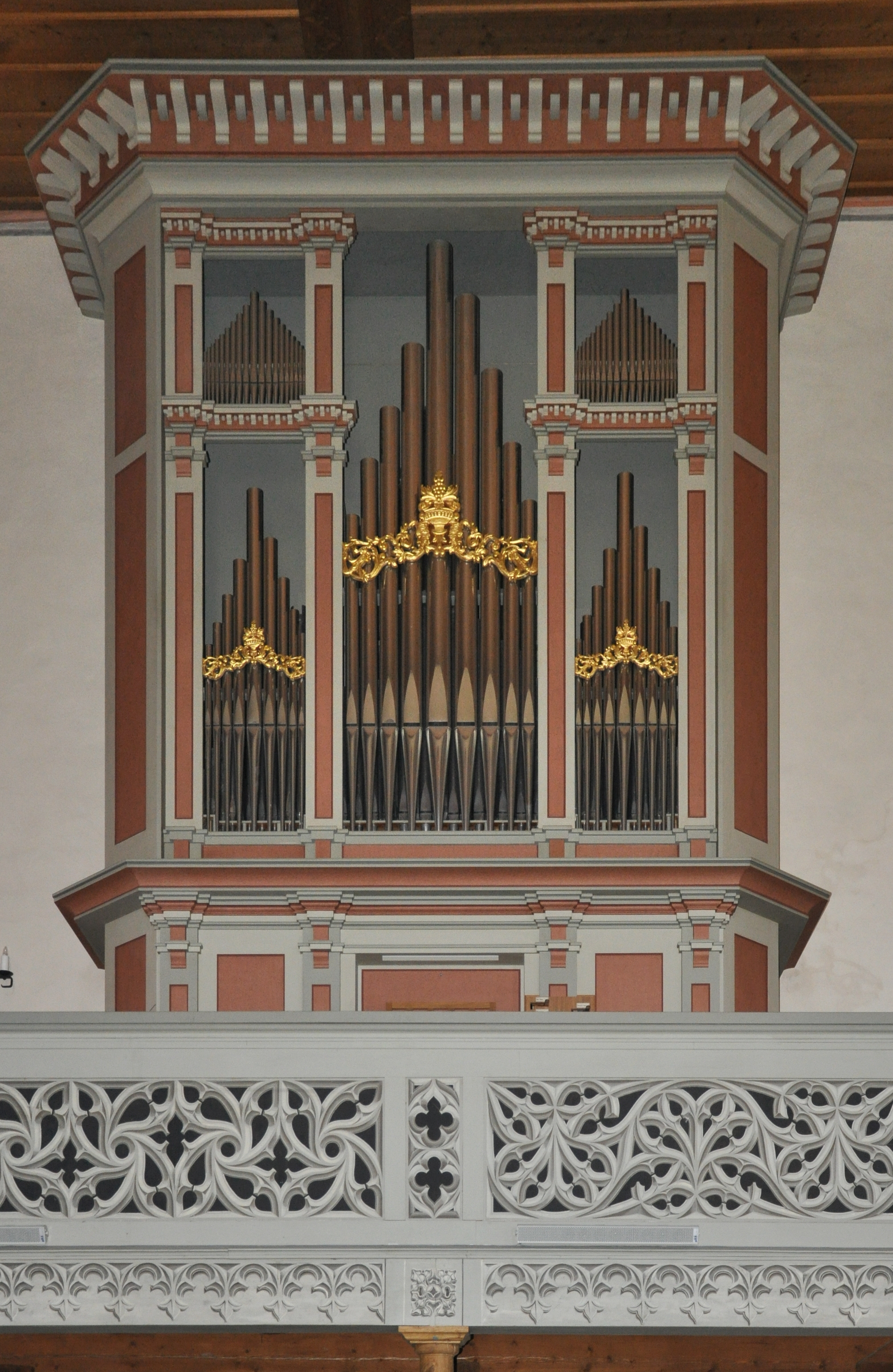
Blick auf die Orgel

Die Bergkirche St. Moritz wird regelmässig für Gottesdienste der evangelisch-reformierten Kirchgemeinde Hallau genutzt. Ausserdem werden hier regelmässig klassische Konzerte durchgeführt. Ihre Lage macht die Bergkirche zu einer beliebten Hochzeitskirche.

## Orgel
Die Orgel in der Bauart einer italienischen Barockorgel wurde 1978 von dem Orgelbauer Theodor Kuhn erbaut und im Juli 2013 durch Markus Wagenbach, Orgelbau Kuhn komplett überholt. Das Schleifladen-Instrument hat 13 Register auf einem Manual und Pedal. Die Spiel- und Registertrakturen sind mechanisch. Die Orgel verfügt über eine mechanische Kombination nach dem System der Orgelbauer Serassi und ist ungleichschwebend temperiert.
Disposition:
| I Hauptwerk C–g3 |                          |    |
| 1.               | Principale Bassi Soprani | 8′ |
| 2.               | Voce umana               | 8′ |
| 3.               | Flauto Bassi Soprani     | 8′ |
| 4.               | Ottava                   | 4′ |
| 5.               | Flauto Ottava            | 4′ |

| (Fortsetzung) |                          |       |
| 6.            | Cornetto III             | 2 ⁄3′ |
| 7.            | Quinta Decima            | 2′    |
| 8.            | Decima Nona              | 1 ⁄3′ |
| 9.            | Vigesima Seconda         | 1′    |
| 10.           | Vigesima Sesta e Nona II |       |

| Pedalwerk C–f1 |                    |     |
| 11.            | Bassi Pedale       | 16′ |
| 12.            | Priincipale Pedale | 8′  |
| 13.            | Ottava Pedale      | 4′  |

## Glocken
Im Kirchturm der Bergkirche hängen drei historische Glocken:
| Glocke | Giesser                         | Gussjahr | Gewicht     | Schlagton |
| ------ | ------------------------------- | -------- | ----------- | --------- |
| 1      | Niklaus Oberacker, Konstanz     | 1511     | ca. 1800 kg | f'        |
| 2      | Benedikt Flach, Schaffhausen    | 1623     | ca. 450 kg  | b'        |
| 3      | Hans Conrad Flach, Schaffhausen | 1663     | ca. 250 kg  | c"        |